# 아콰펜덴테
아콰펜덴테(이탈리아어: Acquapendente)는 이탈리아 라치오주 비테르보도에 위치한 코무네다. 아콰펜덴테는 채소와 포도주 같은 농업 생산품의 중심지이며, 전통적인 도예 기술로 유명하다.

## 지역 출신 유명 인물
- 히에로니무스 파브리치우스